# HC Red Sox
HC Red Sox is een Zwitserse hockeyclub uit Zürich.
De club werd opgericht in 1926. De mannen van Red Sox werden in 1969 landskampioen op het moment dat net de Europacup I werd opgericht. In de editie van Europacup I van 1970 eindigde Red Sox op de laatste plaats. Hierna wisselde de club degradaties af met promoties.